# Transporte de América del Norte
El sistema de transporte en Estados Unidos de América despliega una diversidad en sus sistemas de transporte, donde la experiencia puede equipararse a una autopista europea como a una travesía aventurera por antiguos caminos empedrados que se extienden a lo largo de cientos de kilómetros. Además, cuenta con una compleja red transcontinental de ferrocarriles para el transporte de mercancías, aunque el uso de trenes para pasajeros es considerablemente menor en comparación con Europa y Asia.

## Uso del transporte público
Sólo el 4,9 por ciento de los trabajadores de los EE. UU. utilizaron el transporte público en 2010, inferior al 5 por ciento de 2009, de acuerdo con la Oficina del Censo de los Estados Unidos. Las 10 ciudades en la que los trabajadores más usan el transporte público:
1. Nueva York-Norte de Nueva Jersey-Long Island, NY-NJ-CT-PA
2. San Francisco-Oakland-Fremont, CA
3. Washington-Arlington-Alexandria, DC-VA-MD-WV
4. Boston-Cambridge-Quincy, MA-NH
5. Chicago-Joliet-Naperville, IL-IN-WI
6. Filadelfia-Camden-Wilmington, PA-NJ-DE-MD
7. Ithaca, NY
8. Honolulu, HI
9. Bridgeport-Stamford-Norwalk, CT
10. Seattle-Tacoma-Bellevue, WA.

## Ferrocarriles

### Canadá y Estados Unidos
La red ferroviaria de América del Norte (con ancho de vía estándar) es muy amplia, conecta casi todas las ciudades mayores y la mayoría de las menores. Los Estados Unidos, Canadá y México tienen un sistema interconectado con cabezas de rail que se extienden desde Hay River, Territorios del Noroeste (Canadá), hacia Puerto Madero (México), y en Isla de Vancouver. El gobierno del Estado de Alaska también opera el Ferrocarril de Alaska, que en la actualidad no se conecta a la red de América del Norte. En Canadá, las líneas de ferrocarril desde Labrador City, NL a Sept-Iles, Quebec, tampoco están en la actualidad vinculadas a la red de América del Norte.

## Carreteras
Las carreteras del continente son de diversa calidad, con estándares de autopistas europeas en algunas áreas, pero de mala calidad con caminos de grava en otros. La red de carreteras se extiende desde Bahía Prudhoe, Alaska y Anchorage, Alaska en el extremo noroeste, a Sydney (Nueva Escocia) y Natashquan, Quebec en el extremo oriental, hasta llegar a Yaviza, Panamá en el extremo sur. Las carreteras de América del Norte varían desde viales de hielo/invierno que vinculan a comunidades distantes del Ártico y subártico, a autopistas y autovías para todas las estaciones de varios carriles con calzadas separadas.

## Cursos de agua
Los cursos de agua fueron el principal método de transporte de personas y bienes utilizado por el aborígenes nativos que emplearon canoas y kayaks.
Que prtyy
Los cursos de agua siguieron siendo importantes desde la llegada de Cristóbal Colón en 1492 hasta la Primera Guerra Mundial.

## Servicios de ferry
En la actualidad, los servicios de ferry de coche y de ferrocarril de ferry entre la ciudad de Nueva York, Nueva York/Nueva Orleáns, Luisiana/Miami, Florida, Estados Unidos, y La Habana, Cuba están suspendidos, debido al embargo continuo de Estados Unidos contra Cuba. Sin embargo, hay servicio de ferry de ferrocarril entre Whittier, Alaska y Prince Rupert, Columbia Británica (El AquaTrain, operado por el Ferrocarril de Alaska) y el Estado de Washington (Seattle). El servicio regular de ferry también enlaza la Isla de Vancouver y comunidades aisladas de Sunshine Coast (Columbia Británica) a la parte continental y a Alaska. También hay servicio de ferry para automóviles entre Nueva Escocia y Terranova y Labrador, desde Quebec a Labrador y entre Labrador y la isla de Terranova.

## Transporte aéreo
El transporte aéreo apareció por primera vez como una alternativa viable a los ferrocarriles transcontinentales y a las entonces primitivas ( o inexistentes) redes de carreteras que cruzaban Estados Unidos y Canadá en la década de 1930, pero realmente experimento un gran aumento en popularidad después de la Segunda Guerra Mundial.
La mayoría de los aeropuertos con más tráfico del continente se encuentran en los Estados Unidos. De hecho, los EE. UU. tiene 9 de los 10 aeropuertos con más tráfico en América del Norte, incluyendo el más transitado del mundo, Aeropuerto Internacional Hartsfield-Jackson en Atlanta, y el segundo más activo, Aeropuerto Internacional O'Hare, ubicado en Chicago. El aeropuerto más activo en América del Norte, fuera de Estados Unidos, es el Aeropuerto Internacional Toronto Pearson, ubicado en Toronto, Canadá.